# لقب‌های مذهبی
کلمات احترام مذهبی به کلماتی گفته می‌شوند که عمدتاً به عنوان پسوند و پیشوند در اول و آخر نام بزرگان و شخصیت‌های مذهبی آورده می‌شود تا هنگام تلفظ و نوشتن نام این افراد نشانگر تقدس و احترام گوینده و نویسنده باشد.
این کلمات در ادیان و مذاهب مختلف به عناوین گوناگون ادا می‌شود.

## اسلام

### تشیع
در دین اسلام بیشتر کلمات احترام توسط شیعیان و به زبان عربی به کار برده می‌شود که عقاید خاص خود را در احترام به درگذشتگان دارند و احترام زیادی برای امامان و اولیاء قائل هستند.
- کلمه «حَضْرَت» در اول نام تمامی پیامبران و ائمه شیعه و بعضی از برگزیدگان مذهبی ادا و نوشته می‌شود که به معنای لغت: حضور و قرب می‌باشد.
- کلمه «امام» بمعنی پیشوا، پیش از نام ائمه شیعه ذکر می‌شود.
- پسوند «صلیٰ الله عَلِیه و آله و سَلَّم» برای شخص پیامبر اسلام محمد به کار می‌رود که به معنای: «خداوندا درود فرست بر او و خاندان او» است. مخفف این پسوند در داخل پرانتز به صورت «(ص)» نوشته می‌شود.
- پسوند «عَلِیه السلام» در مذهب شیعه فقط برای احترام به مقام تمامی پیامبران و امامان شیعه بکار برده می‌شود که به معنای: «درود بر او» است. مخفف این پسوند به صورت (ع) نوشته می‌شود.
- «سلام الله عِلِیها » برای احترام به مقام بزرگان اناث مذهبی استفاده می‌شود. مانند فاطمه دختر پیامبر اسلام و خدیجه همسر وی و زینب دختر علی امام اول شیعیان و امامزادگان بانو که مخفف آن (س) می‌باشد.
- «عَجَل الله تَعالیٰ فَرَجَهْ الشَریف» کلماتی خاص، منحصر مهدی امام دوازدهم شیعیان است که اعتقاد دارند وی زنده است و در آخرالزمان ظهور می‌کند و هنگام بکار بردن نام وی از خداوند می‌خواهند که ظهور وی را زود و نزدیک نماید. «(عج)» پسوند مخفف است.
- «رِضْوان الله تَعالیٰ عَلِیه» به معنای «خشنودی خدای متعال بر او باد» و «قُدْسْ سِرَه الشَریف» به معنای: «خاک مزار او مقدس است» احترام نسبت به یک عالم و بزرگ دینی که از دنیا رفته می‌باشد. در ایران این عنوان برای شخص روح‌الله خمینی و بعضی مراجع تقلید بکار می‌رود.
- «مدظله العالی» عبارتی ست به معنای «سایه بلند او طولانی و مستدام باد» که برای رهبران دینی و مراجع تقلید در قید حیات به کار می‌رود.
- «رَحْمَتْ الله عَلِیه» به معنی: «رحمت خدا بر او باد» برای ادای احترام نسبت به اموات مسلمین و طلب آمرزش و مغفرت برای آنان ادا می‌شود.(ره) مخفف این عبارت می‌باشد.
- «رَحْمَت الله» به معنی «خداوند او را رحمت کند» است.
- «حفظه الله» به معنی «خداوند او را حفظ کند» است.

### تسنن
- «رَضی الله عَنْهُ» عبارتی ست که اهل سنت هنگام بردن نام خلفای راشدین (ابوبکر، عمر، عثمان و علی) و بقیهٔ صحابه پیامبر اسلام اضافه می‌نمایند که به معنای «خداوند از او راضی باشد» است.

برخی از اهل تسنن وقتی که نام علی را می‌برند «کَرَم الله وَجْهَهْ» به معنای: «خداوند مقامش را ارجمند کند» نیز می‌گویند. عده‌ای از اهل سنت نیز این کار را از گفتار بدعت‌گذاران می‌دانند.
برخی از اهل سنت صلوات فرستادن را حتی بدون همراهی با پیامبر اسلام، سنت می‌دانند. برخی دیگر صلوات فرستادن را بر غیر پیامبر اسلام، منع کرده‌اند و از کسانی که منع کرده‌اند گفته شده که صلوات فرستادن بر اهل بیت همراه صلوات بر پیامبر اسلام، جایز است. آنان به انبیا «علیه صلاة و السلام» هم می‌گویند.

## مسیحیت

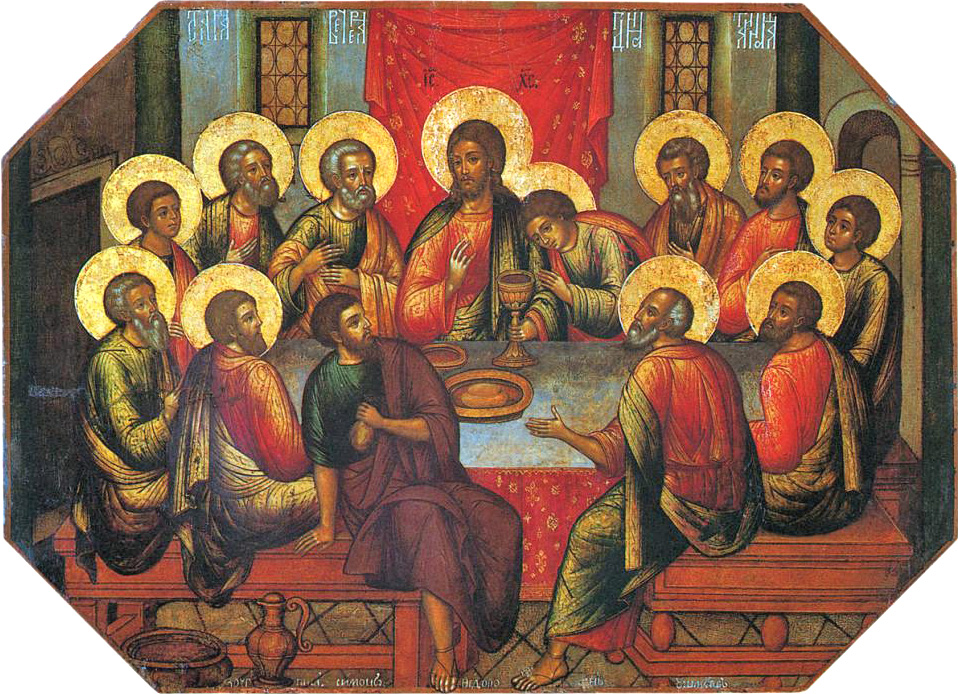
تابلوی شام آخر- مسیح و حواریون

در دین مسیحیت کلمه «سنت»(به انگلیسی: Saint) به معنای: «مقدس» هنگام بردن نام قدیسین، حواریون، بزرگان دین مسیحیت و برخی کشیشان به کار می‌رود.
همچنین این کلمه برای مقدس نمودن شهرها و مکان‌های مذهبی نیز استفاده می‌شود. مثل: سنت هلنا، سنت استفان و… Saint به اختصار.st نوشته می‌شود.

## یهودیت
خاخام

## بودا
زرتشت

## زرتشتی
کلمه پیشوند «اشو» در اول نام زرتشت جهت احترام گذاردن به وی به معنای زرتشت بهشتی یا پاک در بین ایرانیان به ویژه زرتشتیان متدوال است.